# امین‌آباد (خوسف)
امین‌آباد روستایی در دهستان خوسف بخش مرکزی شهرستان خوسف استان خراسان جنوبی ایران است.

## جمعیت
بر پایه سرشماری عمومی نفوس و مسکن در سال ۱۳۹۵ جمعیت این مکان ۵۲ نفر (۲۰خانوار) بوده‌است.